# Красная венечная овсянка
Красная венечная овсянка (лат. Coryphospingus cucullatus) — вид птиц из семейства танагровых. Встречается в Аргентине, Боливии, Бразилии, Эквадоре, Французской Гвиане, Гайане, Парагвае, Перу и на восточной стороне Анд. Природные места обитания — субтропические или тропические сухие, влажные низменные или сухие листопадные древесно-кустарниковые леса.

## Таксономия
Этот вид был впервые описан немецким зоологом Филиппом Людвигом Мюллером Стацием в 1776 году. Молекулярный анализ показал, что вместе с серой венечной овсянкой этот вид относится к семейству танагровых.
Существует три признанных подвида: С. с. cucullatus, обитающий в Гайане, Суринаме и на северо-востоке Бразилии; С. с. fargoi, обитающий в Перу, Боливии, на западе Парагвая и на севере Аргентины; С. с. rubescens, обитающий в Бразилии, на востоке Парагвая, северо-востоке Аргентины и Уругвая.

## Распространение и места обитания
Эта птица широко распространена в Южной Америке. Её можно обнаружить на юге Бразилии и севере Аргентины, на территории от Бразилиа и Рио-де-Жанейро на юге до Буэнос-Айреса на западе, в предгорьях Анд. Помимо указанного основного ареала, существует несколько изолированных популяций в сухих горных долинах Эквадора, Перу и Боливии, другая изолированная популяция обитает в северной части Бразилии, а также в Суринаме, Гайане и Французской Гвиане. Эта птица редко встречается на высоте более 1500 м, однако в районе Куско на юго-востоке Перу может быть найдена и на высоте 2000 м.

## Природоохранный статус
Красная венечная овсянка — обычный вид, его популяция оценивается как устойчивая. Поскольку птица имеет очень большой ареал, Международный союз охраны природы оценил статус вида как «вызывающего наименьшие опасения».